# Walter Schulze (Lehrer)
Walter Schulze (* 5. August 1903 in Braunschweig; † 3. November 1980 ebenda) war ein deutscher Lehrer und Erwachsenenbildner.

## Leben
Nach dem Besuch der Mittelschule studierte Schulze von 1919 bis 1924 am Lehrerseminar. Er unterrichtete in Schöningen, später in Braunschweig an einer weltlichen Schule. 1923 wurde er Mitglied der SPD und der Freien Lehrergewerkschaft Deutschlands, einer 1919 in Gotha gegründeten sozialistischen Alternative zum Deutschen Lehrerverein.
Nach den Landtagswahlen im September 1930 bildete die Bürgerliche Einheitsliste (BEL) zusammen mit der NSDAP im Freistaat Braunschweig eine Koalitionsregierung. Im April 1931 wurden durch den nationalsozialistischen Kultusminister Anton Franzen eine Reihe von Lehrern, unter ihnen Walter Schulze, wegen ihrer politischen Gegnerschaft zum Nationalsozialismus aus dem Staatsdienst entlassen.
Walter Schulze ging nach einer Zwischenstation an der Polizeischule in Berlin als Lehrer nach Hamburg. 1943 kam er als Soldat in das besetzte Dänemark.
In Hamburg und auch später als Soldat in Dänemark arbeitete er in illegalen Gruppen mit, die sich auf ihre Mitarbeit beim Aufbau einer stabileren Demokratie nach der Beseitigung des Hitlerregimes vorbereiteten. Noch vor Beendigung des Krieges tauchte er bei deutschen politischen Emigranten in Kopenhagen unter.
„Nach dem Ende des Dritten Reiches war er für einige Jahre für die kulturelle Betreuung und die Einleitung eines  Demokratisierungsprozesses in den unter dänischer Verwaltung stehenden Flüchtlingslagern tätig.“

## Wirken
1948 kehrte er nach Deutschland zurück. Er wurde Rektor, Schulrat und schließlich persönlicher Referent des Niedersächsischen Kultusministers Richard Voigt. Anknüpfend an den Internationalismus der Arbeiterbewegung und beeinflusst durch die Erfahrungen in der dänischen Volksbildungsarbeit gründete er unterstützt von Freunden aus Deutschland und Dänemark 1951 den Internationalen Arbeitskreis Sonnenberg. Von 1951 bis 1973 war er dessen Vorsitzender und ab 1955 Generalsekretär. Als
Bildungs- und Begegnungsstätte wurde 1953 das Internationale Haus Sonnenberg im Oberharz bei Sankt Andreasberg eingeweiht.

## Ehrungen
- 1968: Großes Verdienstkreuz der Bundesrepublik Deutschland
- 1971: Carl-von-Ossietzky-Medaille für den Internationalen Arbeitskreis Sonnenberg
- Großes Verdienstkreuz des Niedersächsischen Verdienstordens